# Charlie (film, 1989)
 (novembre 2020).
Si vous disposez d'ouvrages ou d'articles de référence ou si vous connaissez des sites web de qualité traitant du thème abordé ici, merci de compléter l'article en donnant les références utiles à sa vérifiabilité et en les liant à la section « Notes et références ».
Cet article concerne le film de Don Bluth. Pour le film de Mark L. Lester, voir Charlie.
Pour les articles homonymes, voir Charlie.
Série
Charlie 2
(1996)
Pour plus de détails, voir Fiche technique et Distribution.
Charlie ou Charlie, mon héros – Tous les chiens vont au paradis au Canada – (All Dogs Go to Heaven) est un film d'animation américano-irlando-britannique produit et réalisé par Don Bluth et sorti en 1989.
Le film a été produit aux studios Sullivan-Bluth de Dublin. À sa sortie au cinéma, il était en concurrence directe avec un autre film d'animation : La Petite Sirène des studios Disney. Bien qu'il n'ait pas eu le même score au box-office que les films précédents produit par Sullivan-Bluth (Fievel et le Nouveau Monde et Le Petit Dinosaure et la Vallée des merveilles), il fut un succès lors de sa sortie en VHS.
Il a inspiré une suite sortie au cinéma en 1996, une série télévisée (1996-1998) et un film de Noël sorti directement en vidéo (1998).

## Synopsis
En 1939, à La Nouvelle-Orléans, Charlie B. Barkin, un chien roublard, espiègle et avec un charme d'escroc, travaille avec son partenaire d'affaires et gangster Carcasse dans un casino construit à même une épave de pétrolier. Carcasse, peu disposé à partager les bénéfices, fait emprisonner Charlie à la fourrière, mais Charlie s'échappe avec l'aide de son meilleur ami Gratouille. Pour rayer Charlie du décor pour de bon, Carcasse et son acolyte, Zigouille, organisent son assassinat.
Après sa mort, Charlie va au ciel par défaut, en dépit de ne pas avoir fait une seule bonne chose dans sa vie. On lui explique que les chiens étant de nature bonne et serviable, ils ont toujours droit au paradis. Charlie triche avec la mort en volant sa montre de vie (une montre de poche dorée) et en la remontant, lui permettant de revenir sur Terre malgré les supplications de son ange qui lui crie qu'il ne pourra jamais plus revenir. Désormais, si sa montre s'arrête, il mourra à nouveau, mais n'aura plus droit au paradis. Toutefois, aussi longtemps que sa montre de vie continuera de tourner, Charlie sera immortel.
De retour sur Terre, Charlie renoue avec Gratouille et planifie sa vengeance contre Carcasse en mettant en place une entreprise rivale. Carcasse garde une petite fille orpheline nommée Anne-Marie à cause de sa capacité à communiquer avec les animaux, lui donnant un avantage lors de paris sur les courses. Charlie sauve Anne-Marie, lui promettant qu'ils vont aider les pauvres et il va retrouver sa famille, mais il exploite son don comme son rival l'avait fait, pour faire de l'argent sur des compétitions animales diverses, chose qu'elle remarque bientôt et qui la bouleverse. Charlie l'utilise de la même manière que Carcasse, mais Charlie la persuade de rester pour l'aider car il la traite réellement plus justement et plus gentiment que Carcasse.
Anne-Marie et Charlie ont une querelle quand elle trouve un portefeuille qu'il avait volé plus tôt dans le film à une famille respectable afin d'avoir de l'argent pour démarrer son entreprise. Cette nuit-là, Charlie a un cauchemar dans lequel il est condamné à l'enfer et est attaqué par un démon et ses sbires. Le lendemain, Anne-Marie va rendre le portefeuille à son propriétaire. Charlie la découvre mangeant son petit déjeuner avec la famille à qui elle avait rendu le portefeuille. Il entend que le couple prévoit même adopter la petite. Charlie tend un piège à Anne-Marie en jouant au malade imaginaire. Après avoir échappé de peu à une embuscade de Carcasse et Zigouille, Charlie et Anne-Marie passent à travers le plancher d'un ancien entrepôt dans un égout souterrain où ils évitent de justesse d'être mangé par le roi Gator, un crocodile géant qui devient finalement leur allié.
Gratouille devient jaloux et accuse Charlie de s'inquiéter plus pour Anne-Marie que pour lui ou leurs activités. Charlie, frustré, proclame à haute voix qu'il ne se soucie pas d'Anne-Marie. Anne-Marie surprend la conversation et, le cœur brisé, s'enfuit en larmes. Elle est rapidement capturée à nouveau par Carcasse qui cherchait à tout prix à la récupérer. Charlie se rend au casino/bateau de Carcasse afin de secourir Anne-Marie, mais Carcasse, ayant anticipé son arrivée, le capture. Le roi Gator vient à leur secours, libère Charlie et mange Carcasse. Dans la foulée, Anne-Marie tombe à l'eau avec la montre de Charlie. Charlie se précipite pour sauver Anne-Marie et la montre, mais est incapable de les sauver les deux. Dans un geste de pitié, son premier à vie, il sauve Anne-Marie et perd sa montre. Après quoi il meurt une seconde fois.
Anne-Marie se retrouve donc avec sa nouvelle famille et Charlie est autorisé à revenir au ciel au lieu de l'enfer, car il a donné sa vie pour sauver celle de son amie. Il lui est donné une seconde chance de faire ses adieux sincères à Anne-Marie, lui prouvant enfin son amour pour elle. Laissant Gratouille à ses soins, Charlie quitte pour l'au-delà où il retrouve Carcasse qui a également eu droit au ciel et tente d'utiliser son horloge (un réveil) pour retourner à la maison tout comme Charlie fait. L’Ange le poursuit vers la Terre en lui hurlant qu'il ne pourra jamais revenir, mais Charlie assure le public qu'ils seront tous de retour.

## Fiche technique
- Titre original : All Dogs Go to Heaven
- Titre français : Charlie (titre principal) ; Charlie, mon héros (ressorties VHS et laserdisc)
- Titre québécois : Tous les chiens vont au paradis
- Réalisation : Don Bluth, Gary Goldman et Dan Kuenster
- Scénario :  David N. Weiss d'après une histoire originale de Don Bluth, Monica Parker, Ken Cromar, John Pomeroy, Gary Goldman, Guy Schulman, Larry Leker, Linda Miller, David Steinberg et David N. Weiss
- Direction artistique :  Don Bluth, Larry Leker
- Montage : John K. Carr, Lisa Dorney
- Musique : Ralph Burns
- Production : Don Bluth, Gary Goldman, John Pomeroy
- Société de production : Goldcrest Films International, Sullivan Bluth Studios Ireland Limited
- Société de distribution : Gaumont[2]
- Budget : 13 000 000 $[3]
- Pays d'origine :  Irlande,  Royaume-Uni et  États-Unis
- Langue : Anglais
- Format : Couleurs - 35 mm - 1,37:1 (1,85:1 étendu) - Son Dolby stéréo
- Genre : Animation, film musical, comédie d'aventures et fantasy
- Durée : 89 minutes
- Dates de sortie :
  - États-Unis : 17 novembre 1989
  - France : 28 mars 1990
  - Irlande :6 avril 1990

## Distribution

### Voix originales
- Burt Reynolds : Charlie B. Barkin (Charlie en VF)
- Dom DeLuise : Itchy Itchiford (Gratouille en VF, La Puce en VQ)
- Judith Barsi : Anne-Marie
- Lana Beeson : Anne-Marie (voix chantée)
- Melba Moore : Whippet Angel (Annabelle en VF)
- Daryl Gilley : Dog Caster
- Candy Devine : Vera
- Charles Nelson Reilly : Killer (Zigouille en VF, Croque-l'Œil en VQ)
- Vic Tayback : Carface (Carcasse en VF, Croc-de-fer en VQ)
- Rob Fuller : Harold
- Earleen Carey : Kate
- Anna Manahan : Stella Dallas
- Nigel Pegram : Sir Reginald
- Loni Anderson : Flo
- Ken Page : King Gator (le roi Gator en VF)

### Voix françaises
- Richard Darbois : Charlie
- Jacques Frantz : Gratouille
- Alexandra Garijo : Anne-Marie (dialogues et chant)
- Céline Monsarrat (dialogues) et Christine Legrand (chant) : Annabelle
- Philippe Peythieu : Zigouille
- Claude Joseph : Carcasse
- Patrick Osmond : Harold
- Dominique Westberg : Kate
- Véronique Augereau : Stella Dallas
- Hervé Bellon : Sir Reginald
- Nicole Favart : Flo
- Gérard Meissonnier : le roi Gator
- Marcel Guido : le chien au haut de forme
- Vincent Violette : le chien commentateur
- Michel Modo : le chien couronné
- Daniel Lafourcade : le chihuahua et le fox-terrier
- Gilbert Levy : le sbire de Carcasse
- Aurélia Bruno : le chiot de Flo
- Lita Recio : Vera, la chienne au collier de perles
- Jean-Paul Richepin : le caissier de l'hippodrome et un chien (lors de la chanson Un chien s'laisse jamais abattre)

### Voix québécoises
- Ronald France : Charlie
- Guy Nadon : La Puce
- Johanne Garneau : Anne-Marie
- Valérie Gagné : Whippet Angel
- Alain Zouvi : Caster
- Anne Caron : Vera/Rosie
- Sébastien Dhavernas : Croque-l'Œil
- Yves Massicotte : Croc-de-fer
- Jean-Luc Montminy : Harold
- Daniel Lesourd : Sir Reginald
- Claudie Verdant : Flo
- Paul Sarrasin : le roi Gator
- Louise Rémy : Claire
- Hubert Gagnon : Terrier

Source : doublage.qc.ca

## Box-office
- Monde : 27 100 027 $ (USA)[4]

## Accueil
Charlie est sorti aux États-Unis en même temps que La Petite Sirène et fut comparé à son désavantage au film qui marqua la « renaissance de l'animation  Disney » dans les années 1990. Il est néanmoins devenu culte par la suite. La plupart des fans le considèrent comme l'un des meilleurs films de Don Bluth, à côté de Fievel et le Nouveau Monde et Le Petit Dinosaure et la Vallée des merveilles.

## Adaptation
Charlie a fait l'objet d'une adaptation en jeu vidéo en 1989 sur DOS et Amiga sous son titre original All Dogs Go to Heaven. Développé par Penguin Software et éditée par Merit Software, il s'agit d'une compilation de 10 mini-jeux.

## Sorties vidéo
En France :
- une VHS est sortie en 1991, éditée par Gaumont Columbia RCA Video. Une réédition est sortie en 1997, éditée cette fois par Gaumont ;
- un DVD est sorti le 1er juin 2005 et est édité par Swift Productions[5]. Une réédition suivra le 5 mars 2013, édité cette fois par Filmedia[6] ;
- une édition Blu-Ray et DVD est prévue le 6 juillet 2022, édité par ESC Éditions.

## Autour du film
- Lors de son arrivée au paradis, un ange montre à Charlie son arbre généalogique où figurent son père et sa mère, Loni et Burt :  une référence à Burt Reynolds et Loni Anderson, qui avaient été en couple à une époque.

- Il s'agit du dernier film de la jeune Judith Barsi, qui prête sa voix à Anne-Marie en VO, morte assassinée un an avant la sortie du film aux États-Unis. La chanson Love Survives (L'amour survit) du générique de fin lui est dédiée.
- Le titre du film est dérivé d'une citation de Robert Louis Stevenson : « You think those dogs will not be in heaven? I tell you they will be there long before any of us. »
- Don Bluth n'est pas intervenu sur les différentes suites inspirées par le film, qui adoptent un ton plus léger.

### Source
- (en) Cet article est partiellement ou en totalité issu de l’article de Wikipédia en anglais intitulé « All Dogs Go to Heaven » (voir la liste des auteurs).